# Matapica
Matapica is een kustgebied in het Surinaamse district Commewijne. Matapica staat bekend als leggebied van beschermde zeeschildpadsoorten en valt onder het Noord-Commewijne/Marowijne Bijzonder Beheersgebied van de Stichting Natuurbehoud Suriname (Stinasu).
De Surinaamse kuststrook bestaat in dit gedeelte uit moerasland (zwamp). Tussen de Atlantische Oceaan en dit moerasgebied ligt een zandbank die ook wel bekendstaat als het Matapica-strand. De zandbank wordt door de zeestromingen elk jaar een stuk westwaarts verplaatst. Op de bank komen diverse beschermde schildpadsoorten aan land om eieren te leggen. Stinasu en enkele lokale touroperators organiseren toeristische uitstapjes en korte verblijven op de zandbank om de schildpadden te aanschouwen.